# Dècada del 1990
La dècada del 1990 comprèn el període d'anys entre el 1990 i el 1999, tots dos inclosos. Va ser una dècada marcada per grans canvis polítics, econòmics, socials i culturals a nivell global. A l'àmbit polític, es va produir la reunificació d'Alemanya i la desintegració de la Unió Soviètica, que va transformar el mapa geopolític del món. També van tenir lloc diversos conflictes internacionals, com la Guerra del Golf (1991) i les Guerres de Iugoslàvia. En el camp econòmic, es va viure un important creixement de l'economia global i l'inici de la revolució digital, amb la popularització de Internet i l'auge de les tecnologies de la informació.
Aquesta dècada també va ser fonamental per a la cultura popular, amb la consolidació de moviments musicals com el grunge i el britpop, i l'aparició de pel·lícules icòniques que van marcar una generació, com Forrest Gump (1994) i Titanic (1997). A més, els esports van viure moments històrics amb els Jocs Olímpics de Barcelona 1992 i les victòries de Futbol Club Barcelona a la Copa d'Europa de 1992. En l'àmbit social, també es va aconseguir el final de l'apartheid a Sud-àfrica, un fet que va representar una gran fita en la lluita pels drets humans.

## Esdeveniments rellevants

### CiènciaiTecnologia
- Internet
- Comença el projecte del genoma humà[1]
- Temença (exagerada) de problemes informàtics deguts a l'efecte de l'any 2000.[2]

### Guerres,EconomiaiPolítica
- Reunificació d'Alemanya (1990).
- Desmembrament de la Unió Soviètica (1991).[3]
- Invasió de Kuwait per Saddam Hussein i Guerra del Golf (1991)
- Genocidi a Ruanda (1994)
- Desenvolupament del GATT i la WTO.[4]
- Guerra dels Balcans 1991-1995
- Comença el procés de pau a Irlanda del Nord.
- ETA atura els atemptats durant XXX mesos.
- Boom borsari, especialment dels valors relacionats amb noves tecnologies.
- Impeachment de Bill Clinton.
- Eritrea s'independitza d'Etiòpia.
- Final de l'apartheid a Sud-àfrica.[5]

### Desastres
- Atemptat d'Omagh, comès per l'IRA Autèntic (1997).[6]

### Cultura
- Mort de Lady Di (1997)[7]

#### Música
- Música grunge
- Popularització de l'anomenat Rock Català[8]
- Aparició del britpop[9]

#### Cinema
- Forrest Gump
- Edward Scissorhands
- Cadena perpètua
- Terminator 2
- El silenci dels anyells
- La llista de Schindler
- Pulp Fiction
- Malson abans de Nadal
- El professional
- Beauty and the Beast
- Dràcula de Bram Stoker
- The Crow
- Ballant amb llops
- L'últim dels mohicans
- 12 Monkeys
- Leaving Las Vegas
- Chaplin
- Titanic
- Parc Juràssic
- Toy Story
- Matrix
- La vida és bella
- The Lion King

#### Esport
- Jocs Olímpics de Barcelona (1992)[10]
- Una de les millors dècades pel FC Barcelona, amb sis lligues i una Copa d'Europa (1992).
- Alemanya, el Brasil i França es proclamen campiones del món de futbol als mundials d'Itàlia 90, EUA 94 i França 98.
- Melcior Mauri guanya el 1991 la Vuelta a Espanya de ciclisme.
- Jordi Tarrés guanya 5 campionats del món de Motociclisme més units als guanyats ja als anys 1987 i 1989.
- El Joventut de Badalona guanya el 1994 la seva primera i única fins al moment Eurolliga de bàsquet.
- El 21 de juny de 1997 L'Espanyol va jugar el seu darrer partit a l'Estadi de Sarrià.[11] L'equip es va veure obligat a vendre l'estadi per pagar el seu dèficit econòmic. Des d'aquell any va jugar els seus partits a l'Estadi de Montjuïc.

## Persones rellevants

### Líders Mundials i Polítics
- Jordi Pujol, president de la Generalitat de Catalunya.
- Joan Lerma i Eduardo Zaplana, presidents de la Generalitat Valenciana.
- Gabriel Cañellas Fons, Cristòfol Soler Cladera, Jaume Matas Palou, Francesc Antich Oliver, presidents del Govern Balear
- Fidel Castro (Cuba)
- Felipe González i José María Aznar López (Espanya)
- Alberto Fujimori (Perú)
- John Major i Tony Blair (Regne Unit)
- François Mitterrand i Jacques Chirac (França)
- Helmut Kohl i Gerhard Schröder (Alemanya)
- George H.W. Bush i Bill Clinton, presidents dels Estats Units
- Mikhaïl Gorbatxov, últim dirigent de l'URSS
- Borís Ieltsin, primer dirigent de la Rússia post-soviètica.
- Deng Xiaoping i Jiang Zemin (Xina)
- Kim Il-sung i Kim Jong-il (Corea del Nord)
- Mahathir bin Mohamad (Malàisia)
- Frederik W. de Clerk, darrer president de Sud-àfrica durant l'Apartheid
- Nelson Mandela, expresoner polític, i president de Sud-àfrica després de l'Apartheid
- Kofi Annan (Nacions Unides)
- Lech Wałęsa (Polònia)
- Papa Joan Pau II
- Saddam Hussein (Iraq)
- Yitzhak Rabin i Benjamin Netanyahu (Israel)
- Iasser Arafat (Palestina)
- Moammar al-Gaddafi (Líbia)

### Artistes
- Kurt Cobain cantant del grup Nirvana

### Esportistes
- Carl Lewis, Florence Griffith, Mark Johnson, Serguei Bubka (atletisme)
- Miguel Indurain, Melcior Mauri, Jan Ullrich, Marco Pantani, Jeannine Longo (ciclisme)
- Maradona, Romario, Ronaldo, Josep Guardiola i Sala, Ronald Koeman, Zinedine Zidane (futbol)
- Iñaki Urdangarín, Enric Masip (handbol)
- Manel Estiarte (waterpolo)
- Boris Becker, Andre Agassi, Pete Sampras, Steffi Graf, Contxita Martínez, Arantxa Sánchez Vicario, Martina Hingis (Tennis)
- Michael Jordan, Isiah Thomas, Scottie Pippen, Dennis Rodman (bàsquet)
- Jorge Martínez, Jordi Tarres (Motociclisme)
- Ayrton Senna, Alain Prost, Michael Schumacher, Carlos Sainz (automobilisme)
- Rafa Pascual (voleibol)
- Troy Aikman, Jerry Rice, Steve Young, Jhon Elway, Brett Favre (futbol americà)